# Weisiopsis angulosa
Weisiopsis angulosa là một loài rêu trong họ Pottiaceae. Loài này được (Broth. & Dixon) Hilp. mô tả khoa học đầu tiên năm 1933.